# Big Heel-Watha
Лучший охотник (англ. Big Heel-Watha, другие переводы на рус. русском языке «Песнь о Пятка-Вате», «Большая Пятка-Вата», «Великий охотник», «Косолапый Ватха») — короткометражный мультипликационный комедийный фильм, выпущенный в 1944 году компанией Metro-Goldwyn-Mayer. Режиссёр Текс Эвери, сценарист Хек Аллен, мультипликаторы: Рэй Абрамс, Престон Блэйр, Эд Лав, композитор Скотт Брэдли.

## Сюжет
Великий Вождь Дождь-в-лицо (англ. Big Chief Rain-In-Face) объявляет на съезде своего племени, что тот из воинов, кто вернётся с охоты со свежим мясом, получит в жёны его любимую дочь Minnie-Hot-Cha. Воины тут же отправляются на охоту, в их числе Heel-Watha (Пятка-Вата), неторопливый и флегматичный индеец, говорящий голосом Друпи. В лесу Heel-Watha сталкивается с Чокнутым Бельчонком англ. Screwy Squirrel и остаток фильма проводит в попытках поймать его.

## Разное
- Вождь Дождь-в-лицо выходит из вигвама под сопровождение мелодии «Singin' in the Rain», написанной в 1929 году и ставшей заглавной темой одноимённого мюзикла 1952 года «Поющие под дождём».
- Два гэга из фильма «Big Heel-Watha» были практически без изменений «заимствованы» для короткометражного фильма «Trail Mix-Up», выпущенного в 1993 году на волне успеха фильма «Кто подставил кролика Роджера»: сцена, в которой Heel-Watha распадается на толпу уменьшенных копий самого себя, и сцена с гейзером, делающим выброс через определённые интервалы времени.